# Îles Hopewell
Les îles Hopewell (en inuktitut : ᐃᓐᓇᓖᑦ, Innaliit) sont un archipel de la baie d'Hudson, au Canada.

## Géographie
L'archipel est un chapelet d'îles situé le long de la côte du Québec, dans la baie d'Hudson, à proximité du village inuit d'Inukjuak.
Les îles s'étendent entre le cap Dufferin et la pointe Normand.
Les îles constituent une aire de nidification d'été pour plusieurs espèces d'oiseaux migrateurs.

### Liste des îles
Parmi les principales îles, on retrouve, du nord au sud :
- Île Cox
- Île Captain
- Île McCormack
- Île Napaartulik (ou Patterson)
- Île Innalialuk (ou Harrison)
- Île Fraley
- Île Frazier
- Île Drayton
- Île Leonard

## Histoire
L'ensemble de l'archipel est revendiqué par le Québec.

### Webographie
- Ressources relatives à la géographie :   - Banque de noms de lieux du Québec
  - Base de données toponymiques du Canada
- Notice dans un dictionnaire ou une encyclopédie généraliste :   - Gran Enciclopèdia Catalana